# Leptotogea kenyae
Leptotogea kenyae là một loài tò vò trong họ Ichneumonidae.